# Спарнай, Харри
Харри Спарнай или Спарнаай (нидерл. Harry Sparnaay; 1944 -2017) — нидерландский бас-кларнетист, по мнению ряда критиков, лучший в мире исполнитель на этом инструменте.

## Биография
Окончил Амстердамскую консерваторию, класс Ру Отто, по классу кларнета. В 1972 г. был удостоен первой премии на Международном конкурсе исполнителей «Гаудеамус». Выступал в составе различных камерных ансамблей, в том числе в дуэте со своей женой органисткой Сильвией Костелло, в коллективе из девяти бас-кларнетов, которым руководил. Возглавлял также Ансамбль новой музыки Амстердамской консерватории, где преподавал.

## Репертуар
Основной специализацией Спарная является новейшая музыка. Для него написано более 500 сочинений, в том числе такими композиторами, как Лучано Берио, Мортон Фельдман, Брайан Фернейхоу, Янис Ксенакис, Исан Юн, Карел Гуйвартс, Вацлав Кучера, Марк Копытман, Мишель ван дер Аа, Хельмут Лахенман, Анестис Логотетис, Арне Мелльнес, Иван Феделе, Майкл Финнисси.

## Признание
Рыцарь ордена Нидерландского льва (2004).